# Олег Молла
Олег Молла (рум. Oleg Molla; нар. 22 лютого 1986, Кишинів, Молдавська РСР) — молдовський футболіст, нападник «Вікторії» (Бардар).

## Життєпис
Виступав за декілька молдавських колективів. Найдовше грав у «Зімбру» та «Дачії», разом з якими йому вдавалося вигравати національні титули. У 2015 році інтерес до нападника виявляли клуби з Азербайджану. Останнім часом виступав у Національній дивізії «Б» за «Вікторію» (Бардар). Влітку 2020 року разом зі своїм партнером по команді Петру Посторнке перейшов до німецької команди нижчої ліги «Лангенвінкель». Футболістів запросив румунський тренер Дан Калінеску.

## Досягнення
- Молдовська Суперліга
  -  Чемпіон (1): 2010/11

- Кубок Молдови
  -  Володар (1): 2006/07
  -  Фіналіст (1): 2009/10